# Saint-Aubin-Sauges
Saint-Aubin-Sauges je bývalá samostatná obec v kantonu Neuchâtel na západě Švýcarska. Žije zde asi 2400 obyvatel. 
Dříve samostatná obec vytvořila k 1. lednu 2018 společně s obcemi Bevaix, Fresens, Gorgier, Montalchez a Vaumarcus novou obec La Grande Béroche.

## Geografie
Saint-Aubin-Sauges leží v nadmořské výšce 469 m, 16 km jihozápadně od hlavního města kantonu, Neuchâtelu. Dvojobec je součástí obce La Grande Béroche a leží na jižním svahu Jury, v blízkosti břehů Neuchâtelského jezera. Saint-Aubin leží v nadmořské výšce 469 m na malém náplavovém kuželu, Sauges v nadmořské výšce 486 m v panoramatické poloze asi 50 m nad hladinou jezera.
Území bývalé obce o rozloze 7,7 km² zahrnuje část na severozápadním břehu Neuchâtelského jezera severně od ústí potoka La Vaux. Území obce se táhne od břehu jezera v úzkém pásu na severozápad přes údolí vesnického potoka Saint-Aubin vzhůru po relativně mírném svahu v dolní části až k Bois du Devens. Nad tímto lesem začíná strmý svah antiklinály Soliat. Na krajním severozápadě území zahrnuje hřeben řetězce Soliat s vrcholem Crêt aux Moines (1445 m n. m.) a nejvyšší bod obce poblíž vrcholu Soliat (1460 m n. m.). Hranice vede po strmém svahu skalního útvaru Creux du Van. Na Soliatu se nacházejí rozsáhlé jurské vysokohorské pastviny s typickými mohutnými smrky, které zde stojí buď jednotlivě, nebo ve skupinách. V roce 1997 bylo 11 % rozlohy obce pokryto zastavěnou plochou, 39 % lesy a lesními porosty, 49 % zemědělstvím a necelé 1 % neproduktivní půdou.
Komunu Saint-Aubin-Sauges tvořily dva okresy Saint-Aubin a Sauges a četné jednotlivé farmy na svazích Béroche a na výšinách Jury. Sousedními obcemi byly Vaumarcus, Fresens, Montalchez a Gorgier.

## Historie

Letecký pohled (1954)

Na pláži v Tivoli mezi Saint-Aubin a Sauges byly nalezeny pozůstatky neolitického pobřežního osídlení (cortaillodská kultura), včetně malé dřevěné misky s ozdobami z březové kůry. Pohřbené menhiry byly objeveny při stavbě dálnice A5. O osídlení v době halštatské a laténské svědčí tumuly. Jsou zde také stopy z doby římské a burgundské.
První písemná zmínka o Saint-Aubin pochází z roku 1176 pod názvem Sancti Albini. Sauges se v listinách poprvé objevuje v roce 1340 jako villa de Sauges. Název lze odvodit od latinského slova salix (vrba). Od 11. století bylo církevním centrem oblasti Saint-Aubin, které v roce 1176 daroval biskup z Lausanne opatovi ze Saint-Maurice. Jeho součástí byl Béroche (z latinského parochia, farnost). V roce 1531 byla v Béroche zavedena reformace. Ve světských záležitostech patřily Saint-Aubin a Sauges k hofmistrovství Gorgier, které v roce 1344 přešlo pod svrchovanost hrabat z Neuchâtelu. Saint-Aubin byl sídlem dvora. Od roku 1648 byl Neuchâtel knížectvím a od roku 1707 byl personální unií připojen k Pruskému království. V roce 1806 byla oblast postoupena Napoleonovi a v roce 1815 se v rámci Vídeňského kongresu stala součástí Švýcarské konfederace, ačkoli pruští králové zůstali knížaty Neuchâtelu až do Neuchâtelské smlouvy z roku 1857. Od 2. července 1888 vytvořily Saint-Aubin a Sauges jednu politickou obec.

## Obyvatelstvo
| Rok            | 1850 | 1900 | 1950 | 1960 | 1970 | 1980 | 1990 | 2000 |
| Počet obyvatel | 778  | 1105 | 1358 | 1560 | 2058 | 2085 | 2253 | 2426 |

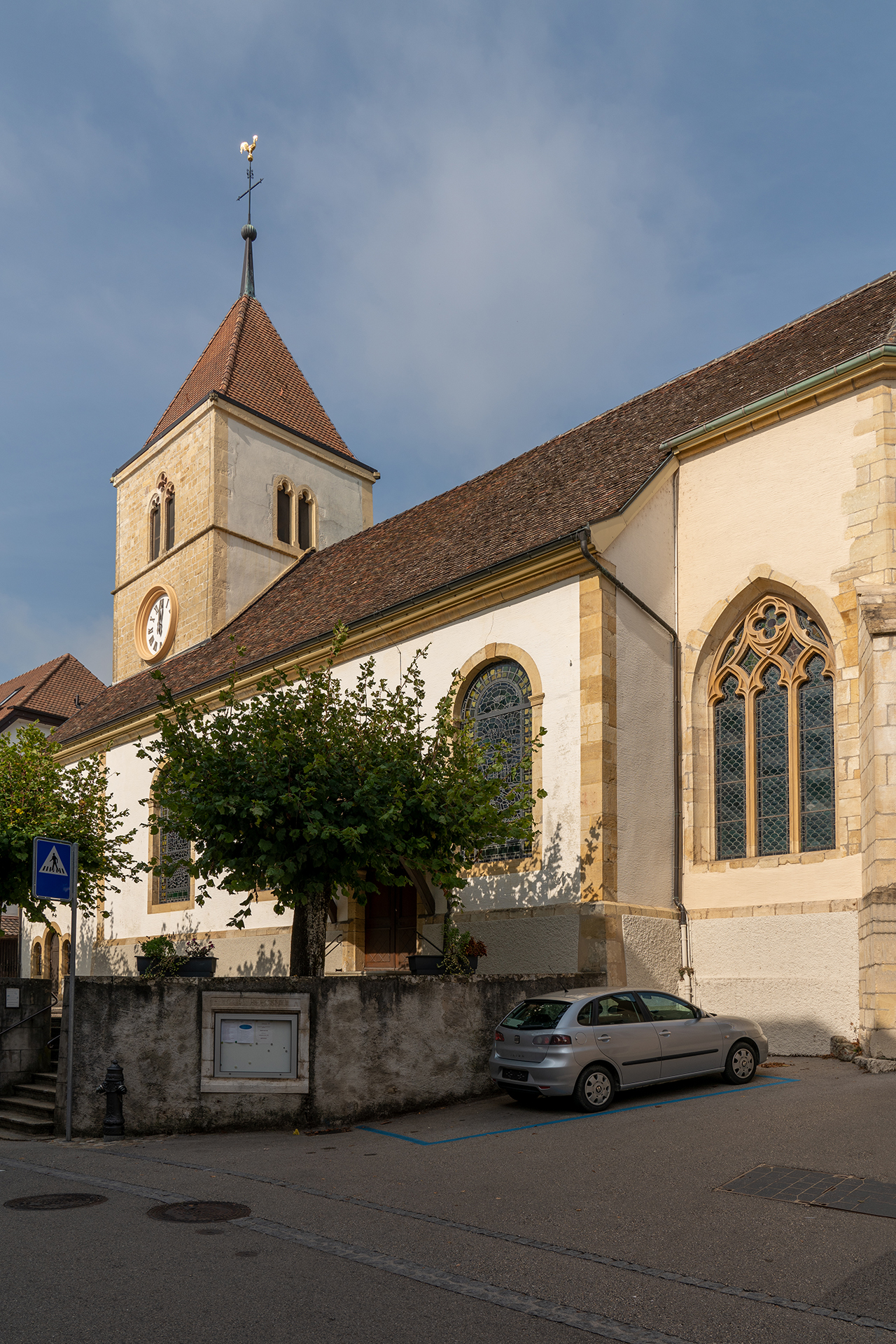
Kostel

Z celkového počtu obyvatel je 84,7 % francouzsky mluvících, 4,7 % portugalsky mluvících a 4,3 % německy mluvících (údaj z roku 2000). Počet obyvatel Saint-Aubin-Sauges se v průběhu 20. století neustále zvyšoval, přičemž největší nárůst byl zaznamenán v 60. letech 20. století. Zástavba Saint-Aubin plynule splynula se zástavbou Gorgier.

## Hospodářství
Až do poloviny 19. století bylo pro Saint-Aubin-Sauges charakteristické především zemědělství. Poté se v obci postupně prosadil průmysl, zpočátku textilní a hodinářský, ale těžil a zpracovával se zde také asfalt. V posledních desetiletích se Saint-Aubin-Sauges vyvinulo v rezidenční obec. Dnes se průmysl soustřeďuje na zpracování kovů, výrobu přesných nástrojů a hodinek a na stavebnictví. Mnoho lidí je zaměstnáno také v sektoru služeb. Zemědělství hraje jen malou roli. V oblasti Sauges se nachází několik vinic, zatímco v nižších oblastech převažuje orná půda a na výšinách Jury chov dobytka, zejména dojnic. Mnoho pracujících dojíždí za prací do Neuchâtelu.

## Doprava
Bývalá obec má dobré dopravní spojení. Nachází se v blízkosti hlavní silnice č. 5 z Neuchâtelu do Yverdonu. Po otevření části dálnice A5 (Neuchâtel–Yverdon) v roce 2002 byla hlavní silnice u Saint-Aubin odlehčena od průjezdné dopravy. Dálnice A5 prochází pod Saint-Aubin a Sauges vždy jedním tunelem. Železniční trať Neuchâtel–Yverdon byla slavnostně otevřena 7. listopadu 1859; dříve klikatá trasa v oblasti Saint-Aubin a Sauges byla převedena do tunelu. Na hranici obou obcí se nachází železniční stanice Gorgier-Saint-Aubin. Autobusové linky z tohoto nádraží do Yverdonu, Boudry a Provence zajišťují doplňkové spoje veřejné dopravy.